# Filip V., kralj Francuske
Filip V. Visoki (Lyon, 1293. – Pariz, 3. siječnja 1322.) bio je francuski kralj i kralj Navare 1316. – 1322. kao Filip II. Filip Visoki bio je dijete Filipa IV. Lijepog i navarske kraljice Ivane I.

## Vladavina
Filip je naslijedio brata Luja X. najprije kao regent za nerođenog sina Ivana I., a potom nakon njegove smrti 20. studenog kao kralj.
U manipulacijama da izbaci iz nasljeđivanja kćer Luja X. pobrinuo se za proglašenje pravila kojim se ženama onemogućuje da postanu vladarice Francuske (tzv. Salijski zakon). Tom odlukom je potkopao i svoje potomstvo pošto u trenutku smrti 3. siječnja 1322. godine nije imao sina nego tri kćeri. Naslijedio ga je brat Karla IV., posljednji vladar iz glavne loze dinastije Capet.
| Prethodnik:              | Kralj Francuske | Nasljednik:                      |
| Ivan I. Posmrtni (1316.) | Kralj Francuske | Karlo IV. Lijepi (1322. – 1328.) |